# Xã Mesopotamia, Quận Trumbull, Ohio
Xã Mesopotamia (tiếng Anh: Mesopotamia Township) là một xã thuộc quận Trumbull, tiểu bang Ohio, Hoa Kỳ. Năm 2010, dân số của xã này là 3.387 người.